# Парыкинская волость
Парыкинская волость — волость в составе Егорьевского уезда Рязанской губернии, существовавшая до 1922 года.

## История
Парыкинская волость была образована в 1861 году, в соответствии с проектом волостного деления Рязанской губернии, предложенным в 1850 году. Волостное правление располагалось в деревне Парыкино (отсюда и название). В начале 1922 года Егорьевский уезд был включен в состав Московской губернии, а 22 июня 1922 года волость была упразднена, селения волости разделены между Двоенской и Починковской волостями.

## Состав
На 1885 год в состав Парыкинской волости входило 2 села и 12 деревень.
| Вид     | Наименование | Население, чел. (1885 год) | Население, чел. (1905 год) |
| ------- | ------------ | -------------------------- | -------------------------- |
| деревня | Рахманово    | 417                        | 519                        |
| деревня | Леоново      | 582                        | 788                        |
| деревня | Полбино      | 1056                       | 1308                       |
| деревня | Дмитриевка   | 841                        | 1109                       |
| деревня | Парыкино     | 722                        | 1021                       |
| деревня | Тюшино       | 566                        | 675                        |
| село    | Владычино    | 282                        | 362                        |
| село    | Княжево      | 458                        | 640                        |
| деревня | Кочема       | 171                        | 282                        |
| деревня | Астанино     | 56                         | 82                         |
| деревня | Ворово       | 51                         | 78                         |
| деревня | Харланово    | 169                        | 174                        |
| деревня | Чигарева     | 77                         | 99                         |
| деревня | Песье        | 20                         | 35                         |

В деревнях Тюшино и Ворово к Парыкинской волости относилась только часть крестьян. В Тюшино 1 община государственных крестьян (~2/3 деревни), а в Ворове (Старое Ворово) 2 общины из восьми (<1/10 населения деревни). Остальные крестьяне этих деревень (бывшие крепостные) были приписаны к Горской волости.

## Землевладение
Население составляли 20 сельских общин — все государственные крестьяне. В 12 общинах землевладение было общинное, в остальных участковое. В обществах с общинной формой землевладения земля делилась по ревизским душам. Луга в 9 общинах делились одновременно с пашней, в остальных общинах — ежегодно.
Многие общины арендовали вненадельную, преимущественно луговую землю. Домохозяева, имевшие арендную землю, составляли около 56 % всего числа домохозяев волости.

## Сельское хозяйство
Почва была песчаная, реже глинистая или суглинистая. Хороших лугов было мало, в основном болотистые или суходольные. Лес больше дровяной, в 5 общинах был строевой, а в 4 общинах его вовсе не было. Крестьяне сажали рожь, овёс, гречиху и картофель. В некоторых общинах овса не сеяли. Топили дровами и сучьями большей частью из собственных лесов.

## Местные и отхожие промыслы
Основными местными промыслами были плотничество, ткание нанки и хождение в пастухи по окрестным селениям. В 1885 году имелось 210 плотников, 116 мужчин и 334 женщины ткали нанку, 188 пастухов, 42 портных, 22 сапожника, 20 печников, 39 человек плели лапти, 23 мастеровых.
Отхожими промыслами занимались 315 мужчин и 11 женщин. Из них большинство плотники — 222 человека. Уходили на заработки в основном в Московскую губернию.

## Инфраструктура
В 1885 году в волости имелось 7 кузниц, 1 водяная мельница, 1 овчинное заведение, 1 рогожная фабрика, 2 красильни. 1 сапожное заведение, 1 булочная, 1 ренсковый погреб, 2 трактира, 6 питейных заведений, 6 чайных и 2 мелочных лавки. Было 4 сельских земских школы (с. Княжево и деревни Парыкино, Тюшино и Старое Ворово).